# Ada (programovací jazyk)
Ada je robustní staticky typovaný programovací jazyk vyvinutý v 70. letech na objednávku amerického ministerstva obrany. Je primárně určen pro programování velkých a mission-critical projektů, přesto se jedná o univerzální programovací jazyk. V novějších verzích byla přidána podpora pro objektově orientované programování.
Byl pojmenován po historicky první programátorce Adě, hraběnce z Lovelace.

## Typový systém
Typový systém Ady zakazuje implicitní převody typů, vše je nutno určit explicitně. Například když se definují typy:
```
type
 
Jablka
 
is
 
new
 
Integer
;

type
 
Hrusky
 
is
 
new
 
Integer
;

```

nelze mezi nimi explicitně převádět, přestože mají stejnou fyzickou reprezentaci.

## Hello, world
Ukázkový program Hello world v Adě může vypadat následujícím způsobem (pro Ada.Text_IO.Put_Line existuje zkratka, zde je pro přehlednost použita plná forma):
```
with
 
Ada.Text_IO
;

procedure
 
Hello
 
is

begin

	
Ada
.
Text_IO
.
Put_Line
(
"Hello, world!"
);

end
 
Hello
;

```